# Transculturació
La transculturació és l'adopció d'elements de diferents cultures de forma més o menys voluntària, de manera que es formi una nova cultura que barregi elements de diferents grups socials. El terme va ser encunyat per Fernando Ortiz el 1947 i reflecteix la tendència de les comunitats al mestissatge com a forma per evitar conflictes. L'etnocentrisme i els prejudicis són el principal obstacle per a una transculturació dels subjectes implicats en vivències d'interculturalitat.
El procés és diferent de l'aculturació, on l'individu pertanyent a un grup feble o procedent de la immigració perd part dels trets culturals propis per assumir els dominants. A la transculturació, per contra, el canvi es percep com a positiu o equivalent, no com un desarrelament. Els exemples més antics es donen a l'àmbit lingüístic (llengua criolla) però poden detectar-se a tots els camps de la cultura.